# テキーラ・サンライズ
テキーラ・サンライズ(Tequila Sunrise)とは、テキーラベースのカクテルである。

## 概要
日の出の情景をグラスの中で表したカクテルである。
メキシコで誕生したカクテルではあるが、作者や考案された年代の特定には至っていない。アメリカ合衆国の文献では禁酒法時代に酒を求めてメキシコへ旅行に出かけた人がメキシコのアグアスカリエンテスでこのカクテルを堪能したという記録が残っている。
国際的にはマイナーなカクテルだったが、ローリング・ストーンズのボーカリスト、ミック・ジャガーが1972年頃のメキシコ公演中このカクテルを飲んで大ファンとなり、その情報が音楽ファンに伝わったことで世界的に知られるようになった。また、イーグルスの2枚目のアルバム『ならず者』に「テキーラ・サンライズ」という曲が収録されたりロック音楽ファンの愛飲カクテルの1つとなっていった。同名の映画も公開されているが、この映画で本カクテルは1シーン映るのみである。

## レシピの例
国際バーテンダー協会のレシピを以下に記す。
材料
- テキーラ - 45ml
- オレンジジュース - 90ml
- グレナデン・シロップ - 15ml

作り方
1. ハイボールグラス（タンブラー）にテキーラとオレンジジュースを注ぎ、氷で満たす。
2. グレナデン・シロップを注ぎ、「サンライズ」の色模様を作る。ステアはしない。
3. オレンジスライスまたはオレンジゼストを飾る。

## バリエーション
- グレナデン・シロップを、アロマチック・ビターにすると、ティファナ・サンライズ (Tijuana Sunrise)[6]となる。